# Арсланович, Мустафа
Мустафа Арсланович (сербохорв. Mustafa Arslanović; род. 24 февраля 1960, Нови-Град) — югославский футболист, защитник.

## Карьера

### Клубная карьера
Во взрослом футболе дебютировал в 1980 году в клубе «Динамо» (Загреб), в котором провёл три сезона, приняв участие в 15 матчах. За это время стал чемпионом Югославии.
В 1983 году перешёл в клуб «Загреб», где отыграл один сезон, после чего вернулся в «Динамо». Отыграл за клуб следующие четыре сезона своей игровой карьеры и большинство этого времени являлся основным игроком защиты команды.
В 1988 году перешёл в итальянский клуб «Асколи», где отыграл три сезона. В 1991 году перешёл в немецкий клуб «Галлешер».
Завершил карьеру футболиста в 1996 году в клубе «Боннер», за который выступал с 1994 года.

### Карьера в сборной
В 1987 году провёл свой единственный матч в составе национальной сборной Югославии против сборной Австрии.

## Достижения
"«Динамо» (Загреб)
- Чемпион Югославии: 1981/82
- Обладатель Кубка Югославии: 1980, 1983